# كيندال (نيويورك)
كيندال (بالإنجليزية: Kendall, New York)‏ هي بلدة أمريكية تقع في الولايات المتحدة في مقاطعة أورلينز، نيويورك. يقدر عدد سكانها بـ 2,724 نسمة ومساحتها 85.4 كم2 وترتفع عن سطح البحر 100 متر.

## أعلام
- جورج كرومويل سكوت
- روزفلت بوي